# Jesse Ylönen
Jesse Ylönen, född 3 oktober 1999, är en finländsk-amerikansk professionell ishockeyforward som är kontrakterad till Montreal Canadiens i National Hockey League (NHL) och spelar för Rocket de Laval i American Hockey League (AHL).
Han har tidigare spelat för Pelicans i Liiga och Esbo United i Mestis.
Ylönen draftades av Montreal Canadiens i andra rundan i 2018 års draft som 35:e spelare totalt.
Han är son till Juha Ylönen.

## Statistik
| 2016–2017     | Esbo United        | Mestis        | 3   | 0  | 0  | 0  | 2  | 3  | 0 | 0 | 0 | 0 |
| 2017–2018     | Esbo United        | Mestis        | 48  | 14 | 13 | 27 | 20 | —  | — | — | — | — |
| 2018–2019     | Pelicans           | Liiga         | 53  | 13 | 14 | 27 | 8  | 3  | 0 | 1 | 1 | 0 |
| 2019–2020     | Pelicans           | Liiga         | 53  | 12 | 10 | 22 | 14 | —  | — | — | — | — |
| 2020–2021     | Montreal Canadiens | NHL           | 1   | 0  | 0  | 0  | 0  | —  | — | — | — | — |
|               | Pelicans           | Liiga         | 21  | 5  | 2  | 7  | 8  | —  | — | — | — | — |
|               | Rocket de Laval    | AHL           | 29  | 9  | 8  | 17 | 6  | —  | — | — | — | — |
| 2021–2022     | Montreal Canadiens | NHL           | 14  | 2  | 3  | 5  | 2  | —  | — | — | — | — |
|               | Rocket de Laval    | AHL           | 52  | 14 | 22 | 36 | 12 | 14 | 3 | 3 | 6 | 2 |
| 2022–2023     | Montreal Canadiens | NHL           | 37  | 6  | 10 | 16 | 0  | —  | — | — | — | — |
|               | Rocket de Laval    | AHL           | 38  | 11 | 21 | 32 | 16 | 2  | 0 | 0 | 0 | 0 |
| NHL totalt    | NHL totalt         | NHL totalt    | 52  | 8  | 13 | 21 | 2  | —  | — | — | — | — |
| Liiga totalt  | Liiga totalt       | Liiga totalt  | 127 | 30 | 26 | 56 | 30 | 3  | 0 | 1 | 1 | 0 |
| AHL totalt    | AHL totalt         | AHL totalt    | 120 | 34 | 51 | 85 | 34 | 16 | 3 | 3 | 6 | 2 |
| Mestis totalt | Mestis totalt      | Mestis totalt | 51  | 14 | 13 | 27 | 22 | 3  | 0 | 0 | 0 | 0 |

### Internationellt
| Källa: Uppdaterad: 2021-05-13 | Källa: Uppdaterad: 2021-05-13 | Källa: Uppdaterad: 2021-05-13 |         | Utv = Utvisningsminuter | Utv = Utvisningsminuter | Utv = Utvisningsminuter | Utv = Utvisningsminuter | Utv = Utvisningsminuter |
| År                            | Lag                           | Mästerskap                    | Matcher | Mål                     | Assists                 | Poäng                   | Utv                     |                         |
| ----------------------------- | ----------------------------- | ----------------------------- | ------- | ----------------------- | ----------------------- | ----------------------- | ----------------------- | ----------------------- |
| 2017                          | Finland                       | U18-VM                        | 7       | 4                       | 5                       | 9                       | 0                       |                         |
| 2019                          | Finland                       | JVM                           | 7       | 3                       | 3                       | 6                       | 0                       |                         |
| Junior totalt                 | Junior totalt                 | Junior totalt                 | 14      | 7                       | 8                       | 15                      | 0                       |                         |